# Витолиньш, Харий Юрьевич
Харий Юрьевич Витолиньш (17 октября 1915, Рига — 29 июля 1984, Рига) — советский и латышский футболист и хоккеист. Отличник физической культуры (1955).

## Биография
Родился 17 октября 1915 года.
В возрасте пятнадцати лет был принят в состав ХК АСК, фактически тогда же дебютировал в хоккее, также принимал участие и в футболе.
В 1946—1956 годах играл за «Динамо»/«Даугава» Рига, с 1951 года также старший тренер клуба. Работал тренером в команде до 1975 года. Затем был избран тренером спортивной школы, где проработал до смерти.
Участвовал в ЧМ по хоккею 1938 и 1939 в составе сборной Латвии.
В чемпионатах СССР провёл свыше 110 матчей и забил 25 шайб. Неоднократно становился чемпионом Латвийской ССР по хоккею и футболу. В годы присоединения Латвии к СССР и последующих годах становления советской власти, являлся одним из сильнейших хоккеистов СССР.
Играл за футбольные команды АСК (1936—1940) и «Динамо» Рига (1946—1948).
Скончался 29 июля 1984 года.

### Личная жизнь
Сын — Харий Витолиньш (1941), внук — Харийс Витолиньш (1968).